# وراپیتیا پاهالاگامدا
وراپیتیا پاهالاگامدا (به لاتین: Werapitiya Pahalagammedda) یک منطقهٔ مسکونی در سری‌لانکا است که در استان مرکزی (سری‌لانکا) واقع شده‌است.